# 海老山町 (名古屋市)
海老山町（えびやまちょう）は、愛知県名古屋市天白区の地名。丁番を持たない単独町名である。住居表示未実施。

## 地理
名古屋市天白区西部に位置する。東は島田四丁目・高宮町、西から北は天白町島田、南は西入町に接する。

## 歴史

### 町名の由来
字名に由来する。太古、年魚市潟（）にのぞみ、海老がつれたのではないかと想像されるが真意は不明。対岸は南区の桜・呼続の村々、漁場ができたのだろうといわれている。

### 沿革
- 1983年（昭和58年）8月7日 - 天白区天白町島田の一部により、同区海老山町として成立する[1]。
- 1984年（昭和59年）7月8日 - 天白町島田の一部を編入する[1]。

## 世帯数と人口
2019年（平成31年）1月1日現在の世帯数と人口は以下の通りである。
| 町丁     | 世帯数  | 人口  |
| -------- | ------- | ----- |
| 海老山町 | 390世帯 | 943人 |

### 人口の変遷
国勢調査による人口の推移
| 2000年（平成12年） | 758人 | [ WEB 6 ] |  |
| 2005年（平成17年） | 821人 | [ WEB 7 ] |  |
| 2010年（平成22年） | 849人 | [ WEB 8 ] |  |
| 2015年（平成27年） | 881人 | [ WEB 9 ] |  |

## 学区
市立小・中学校に通う場合、学校等は以下の通りとなる。また、公立高等学校に通う場合の学区は以下の通りとなる。
| 番・番地等 | 小学校               | 中学校               | 高等学校 |
| ---------- | -------------------- | -------------------- | -------- |
| 全域       | 名古屋市立山根小学校 | 名古屋市立天白中学校 | 尾張学区 |

## 施設
- 二子塚池（双子池[2]）
- 島田黒石第一公園[2]

## その他

### 日本郵便
- 郵便番号 : 468-0042[WEB 3]（集配局：天白郵便局[WEB 12]）。

### WEB
1. ↑  “愛知県名古屋市天白区の町丁・字一覧”.   人口統計ラボ. 2017年10月7日閲覧。
2. 1 2  “町・丁目(大字)別、年齢(10歳階級)別公簿人口(全市・区別)”.   名古屋市 (2019年1月23日). 2019年1月23日閲覧。
3. 1 2  “郵便番号”.  日本郵便. 2019年2月10日閲覧。
4. ↑  “市外局番の一覧”.   総務省. 2019年1月6日閲覧。
5. ↑  名古屋市役所市民経済局地域振興部住民課町名表示係 (2015年10月21日). “天白区の町名一覧”.   名古屋市. 2017年10月7日閲覧。
6. ↑  名古屋市役所総務局企画部統計課統計係 (2005年7月1日). “（刊行物）名古屋の町(大字)・丁目別人口 (平成12年国勢調査) 天白区” (xls). 2017年10月8日閲覧。
7. ↑  名古屋市役所総務局企画部統計課統計係 (2007年6月29日). “平成17年国勢調査　名古屋の町(大字)別・年齢別人口 天白区” (xls). 2017年10月8日閲覧。
8. ↑  名古屋市役所総務局企画部統計課統計係 (2012年6月29日). “平成22年国勢調査　名古屋の町(大字)別・年齢別人口 天白区” (xls). 2017年10月8日閲覧。
9. ↑  名古屋市役所総務局企画部統計課統計係 (2017年7月7日). “平成27年国勢調査　名古屋の町(大字)別・年齢別人口” (xls). 2017年10月8日閲覧。
10. ↑  “市立小・中学校の通学区域一覧”.   名古屋市 (2018年11月10日). 2019年1月14日閲覧。
11. ↑  “平成29年度以降の愛知県公立高等学校（全日制課程）入学者選抜における通学区域並びに群及びグループ分け案について”.   愛知県教育委員会 (2015年2月16日). 2019年1月14日閲覧。
12. ↑  郵便番号簿 平成29年度版 - 日本郵便. 2019年02月10日閲覧 (PDF)

### 文献
1. 1 2 3  名古屋市計画局 1992, p. 873.
2. 1 2 3 4  「角川日本地名大辞典」編纂委員会 1989, p. 1473.
3. ↑  名古屋市計画局 1992, p. 684.
4. ↑  年魚市潟（）とは、氷河期の終わりに縄文海進と呼ばれる海面上昇により出現した旧愛知郡一帯にかけて広がっていた干潟のこと。
5. ↑  天白区の町名の由来 - 名古屋市Webサイト